# Isola Mantegna
Isola Mantegna è una frazione del comune di Piazzola sul Brenta, in provincia di Padova, distante 6,6 km dal capoluogo.
Si chiamava in origine Isola di Carturo e cambiò nome nel 1963 in onore del pittore Andrea Mantegna, nato qui nel 1431.

## Monumenti e luoghi d'interesse
- Villa Ramina[6]
- Chiesa di San Matteo e Gottardo
- Monumento ad Andrea Mantegna